# Estreptococcàcies
Els Streptococcaceae són una família de bacteris gram-positius, dins de l'ordre dels Lactobacillales. Gèneres representatius inclouen: Lactococcus, Lactovum, Pilibacter, i Streptococcus.